# Таджиев, Эркин Хусанович
Эркин Хусанович Таджиев — советский хозяйственный, государственный и политический деятель.

## Биография
Родился в 1934 году. Член КПСС.
С 1954 года — на хозяйственной, общественной и политической работе. В 1954—1993 гг. — организатор шелковичного производства в Ташкентской области Узбекской ССР, заместитель председателя исполкома Сырдарьинского областного Совета депутатов трудящихся, заместитель министра сельского хозяйства Узбекской ССР, научный работник в Ташкенте.
За разработку и внедрение способа массового отбора племенных коконов тутового шелкопряда был в составе коллектива удостоен Государственной премии СССР в области науки и техники 1981 года.
Жил в Узбекистане.

## Сочинения
- Таджиев, Эркин Хусанович. Усовершенствование технологии заготовки и первичной обработки коконов в целях улучшения их качества : диссертация … кандидата технических наук : 05.19.02 / Ташкент. ин-т текстил. и лег. пром-ти им. Ю. Ахунбабаева. — Ташкент, 1990. — 137 с. : ил.
- Таджиев, Эркин Хусанович Выведение высокопродуктивных пород тутового шелкопряда : диссертация … д.с.-х.н. Спец. 06.02.01 (1999).

## Награды и звания
- орден Трудового Красного Знамени (10.12.1973, 27.12.1976[2])
- орден Дружбы народов (26.02.1981[3])
- орден «Знак Почёта» (27.08.1971)[4]